# Погана поведінка
«Погана поведінка» (англ. Behaving Badly) — комедія 2014 режисера Тіма Гарріка, знята за романом Ріка Брауде «Поки я мертвий, погодуйте собаку». У головних ролях Нат Вольф і Селена Гомес. Світова прем'єра фільму відбулася 9 червня 2014 року.

## Сюжет
У центрі сюжету — історія 16-річного Ріка Стівенса і його коханої Ніни Пеннінгтон, які пускаються в пригоду, пов'язану з рок-н-ролом.

## У ролях
| Актор            | Роль                      |
| ---------------- | ------------------------- |
| Селена Гомес     | Ніна Пеннігтон            |
| Мері-Луїз Паркер | Люсі Стівенс / Свята Лола |
| Елізабет Шу      | Памела Бендер             |
| Ділан Макдермотт | Джиммі Ліч                |
| Кері Елвес       | Джозеф Стівенс            |
| Гізер Грем       | Аннетт Стреттон-Осборн    |
| Нат Вольф        | Рік Стівенс               |
| Ешлі Рікардс     | Крістен Стівенс           |
| Джейсон Лі       | батько Крамінс            |
| Патрік Ворбертон | директор Безіл Пул        |
| Мінді Робінсон   | подруга Крістін           |
| Гері Бьюзі       | Кларк                     |
| Остін Стовелл    | Кевін Карпентер           |
| Мітч Г'юер       | Стівен Стівенс            |
| Нейт Гартлі      | Карліс Малинаускас        |
| Лаклан Б'юкенен  | Біллі Бендер              |

## Знімальна група
- Режисер — Тім Гаррік
- Сценарист — Тім Гаррік, Скотт Рассел
- Продюсер — Ендрю Лазар, Мірі Юн
- Композитор — Девід Ньюман